# Stadion Arsenał w Kijowie
Stadion "Arsenał" (ukr. Стадіон заводу «Арсенал») – wielofunkcyjny stadion położony w ukraińskim mieście Kijów. 
Stadion "Arsenał" w Kijowie został zbudowany w XX wieku. Stadion może pomieścić 2 000 widzów.